# Hallands bataljon
Hallands bataljon (№ 28) var ett infanteriförband inom svenska armén som verkade i olika former åren 1813–1901. Förbandsledningen var förlagd i Halmstads garnison i Halmstad.

## Historik

### Bildandet
Hallands bataljon sattes upp den 14 maj 1813 under namnet Hallands läns första infanteribataljon och underställdes delvis Älvsborgs regemente. 

### Rangordningen
Den rangordning som hade fastställts i 1634 års regeringsform började halta och skapa luckor efter freden i Fredrikshamn den 17 september 1809, då Finland tillföll Ryssland och de svenska regementen i Finland upplöstes. Därmed fanns det ett behov med att skapa ett nytt system. Under kronprins Karl Johans tid infördes 1816 ett nytt numreringssystem, där de svenska regementena genom en generalorder den 26 mars 1816 tillfördes ett officiellt ordningsnummer, till exempel № 28 Hallands läns första infanteribataljon. Till grund för numreringen låg inte bara ett regementes status, utan också de svenska landskapens inbördes ordning och att Svealand, Götaland och Norrland skulle varvas. De lägsta ordningsnumren tilldelades liv- och hustrupperna. Dessa nummer hade dock ingenting med rangordningen att göra, vilket bland annat framgår av gamla förteckningar där infanteri- och kavalleriförband är blandade just med hänsyn till rang och värdighet.

### Hallands infanteribataljon
Den 30 oktober 1818 antog bataljonen namnet Hallands infanteribataljon. År 1835 avskildes bataljonen från Älvsborgs regemente och bildade ett självständigt förband. Den 1 januari 1887 antogs namnet Hallands bataljon.

### 1901 års härordning
Den 31 december 1901 avvecklades bataljonen som ett självständigt förband och från den 1 januari 1902 sammanslogs den med Värmlands fältjägarkår och bildade Vaxholms grenadjärregemente.

## Förläggningar och övningsplatser
När bataljonen bildades 1813 förlades den till Öster mosse utanför Halmstad. År 1816 förlades bataljonen till Påskberget i Varberg. Den 22 juni 1833 förlades bataljonen till Galgberget i Halmstad, för att den 15 april 1844 förläggas till Öster mosse igen. Åren 1857–1901 var bataljonen förlagd till Skedalahed, cirka 5 kilometer öster om Halmstad. Dock var regementets expedition förlagd till Halmstad.

## Heraldik och traditioner

### Förbandsfanor
Den 24 april 1862 mottog bataljonen sin fana vid en ceremoni på Skedalahed. Efter att bataljonen avvecklades, kom Vaxholms grenadjärregemente att föra bataljonens fana vid sidan om Värmlands fältjägarkårs fana.

### Minnesstenar
År 1959 reste Hallands regemente en minnessten över bataljonens tid på Skedalahed. I samband med att Försvarsmakten lämnade Skedalahed 2000, kom stenen att flyttas till ny plats.

## Förbandschefer
- 1813–1823: Johan Otto Nauckhoff
- 1824–1829: Florus Toll
- 1829–1843: Adolf Patrik Lewenhaupt
- 1843–1846: Charles Emil Lewenhaupt
- 1846–1848: Arvid Virgin
- 1848–1871: ???
- 1871–1873:Helmer Falk
- 1873–1885: Samuel Theodor von Vegesack
- 1885–1898: Henrik Maximilian Kilman
- 1898–1901: Gustaf Wilhelm Lagercrantz

## Namn, beteckning och förläggningsort
| Kungl Hallands läns första infanteribataljon | 1813-05-14 | – | 1818-10-29 |
| Kungl Hallands infanteribataljon             | 1818-10-30 | – | 1886-12-31 |
| Kungl Hallands bataljon                      | 1887-01-01 | – | 1901-12-31 |

| № 28 | 1816-03-26 | – | 1901-12-31 |

| Halmstad/Öster Mosse (F) | 1813-05-14 | – | 1816-??-?? |
| Varberg/Påskberget (F)   | 1816-??-?? | – | 1833-06-21 |
| Halmstad (F)             | 1833-06-22 | – | 1844-04-14 |
| Halmstad (F)             | 1844-04-15 | – | 1857-??-?? |
| Skedalahed (F)           | 1857-??-?? | – | 1901-12-31 |

## Galleri

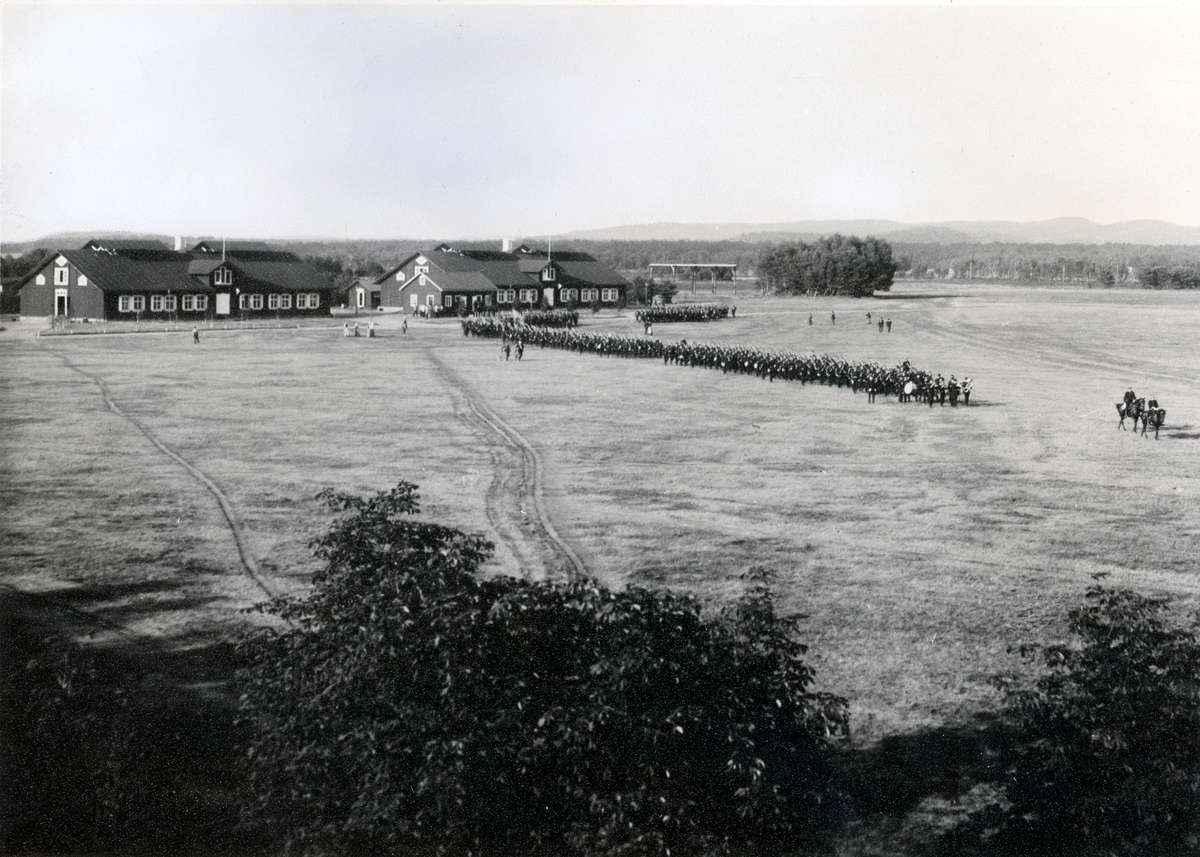
Bataljonens läger i Skedalahed.
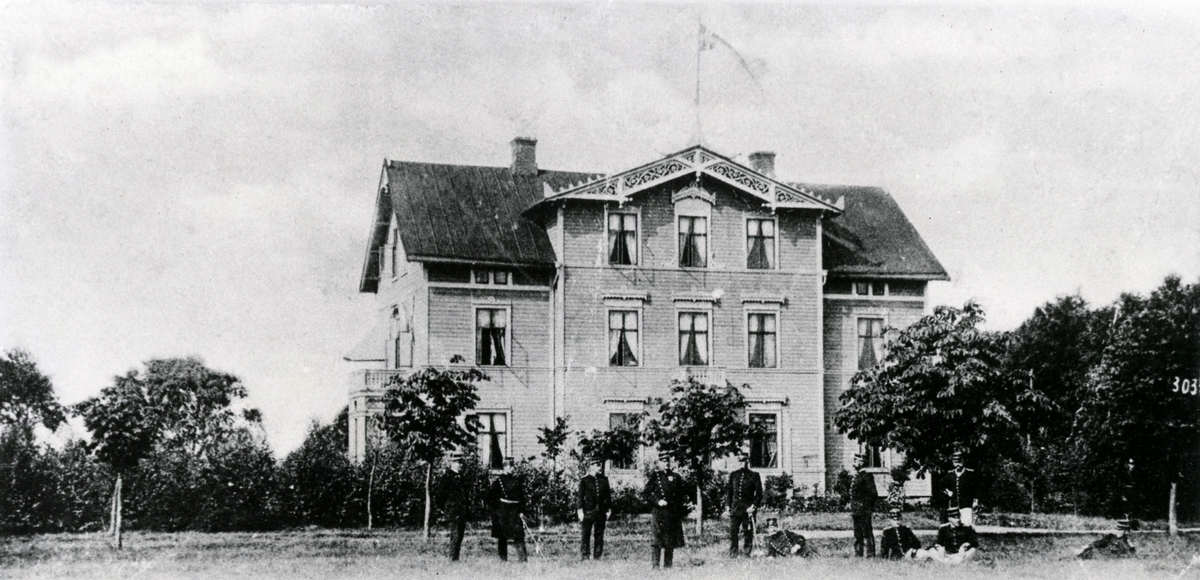
Officerbyggnad i Skedalahed.
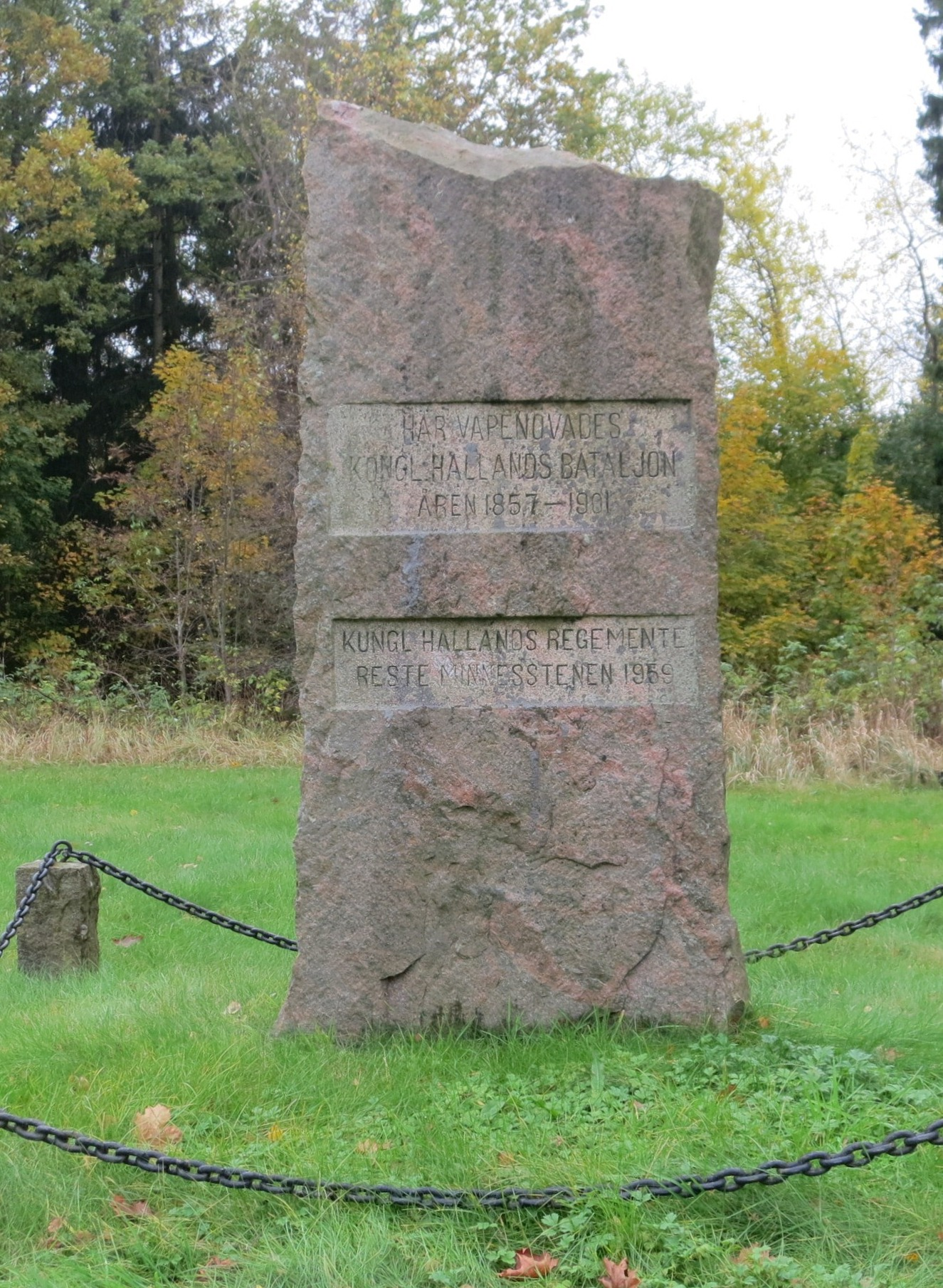
Minnessten över bataljonen, rest i Skedalahed.
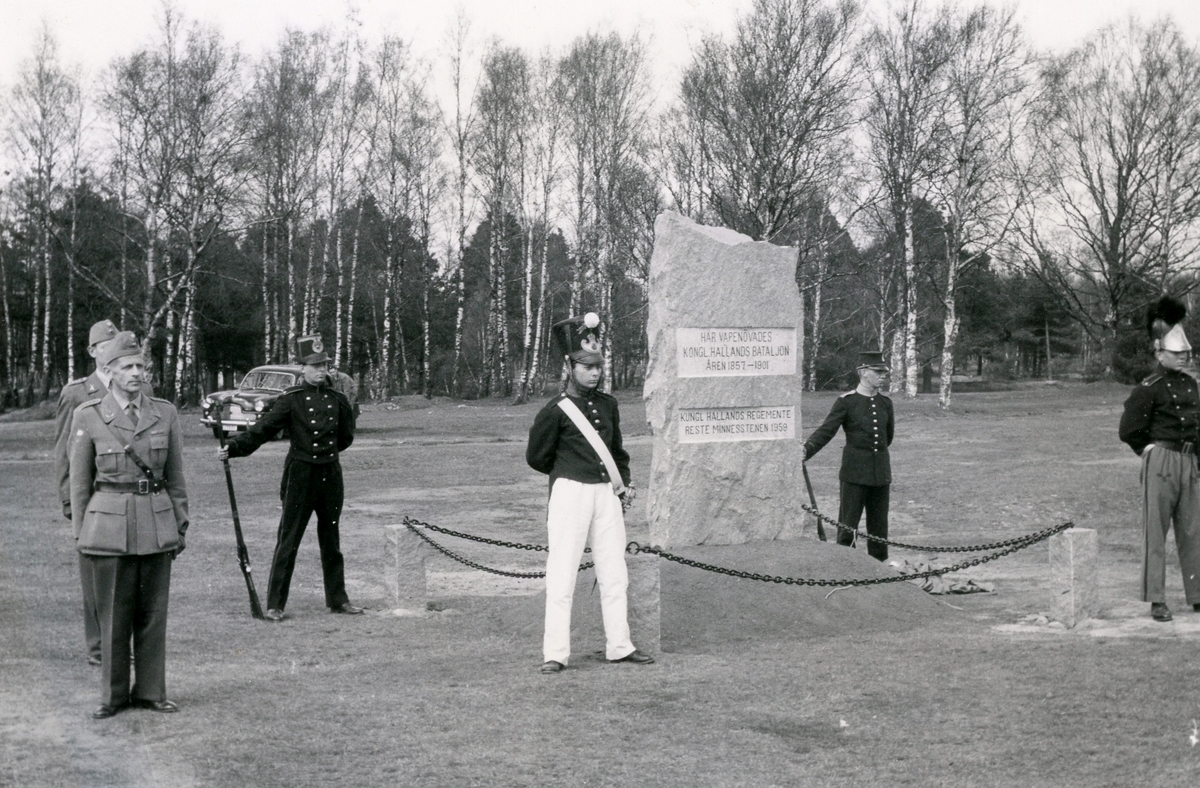
Minnessten över bataljonen, här på sin ursprungliga plats i Skedalahed.